# Gloukhovo (raïon de Diveïevo)
Gloukhovo (Глу́хово) est un village de Russie dans le raïon de Diveïevo de l'oblast de Nijni Novgorod, siège administratif du conseil rural du même nom qui comprend en plus de Gloukhovo, deux autres villages. Le village dispose d'un bureau de la Poste de Russie (code postal 607332).

## Géographie
Le village se trouve sur la route régionale Arzamas-Diveïevo au sud-ouest d'Arzamas, au nord-est de Diveïevo et au nord-ouest de Satis.

## Population
- 2002 : 709 habitants
- 2010 : 646 habitants

## Église de l'Intercession

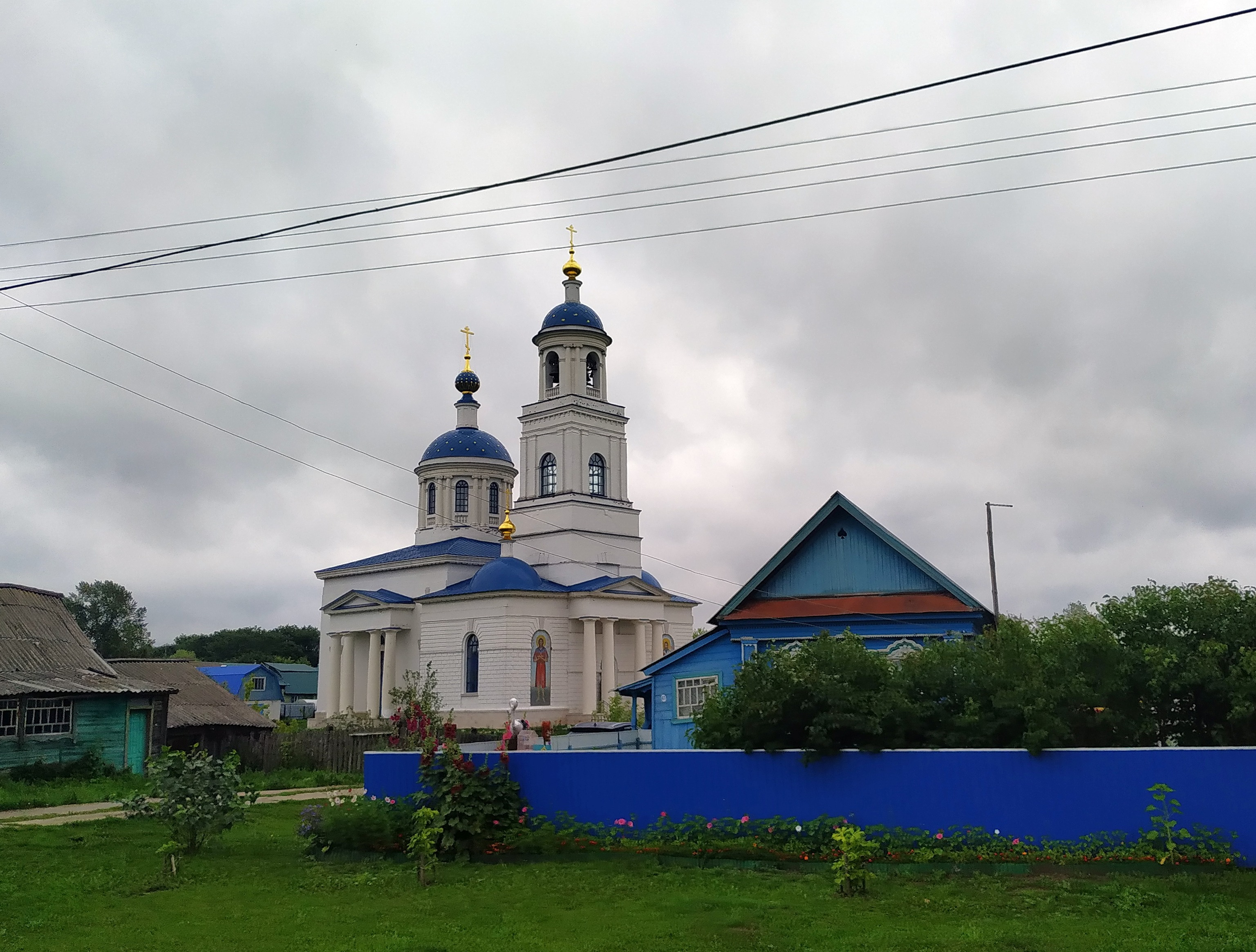
L'église de l'Intercession de Gloukhovo.

L'église de Gloukhovo, dédiée à l'Intercession de la Mère de Dieu et construite en 1731, est restaurée en 2009-2010, après avoir été fermée en 1936 et partiellement détruite à l'époque soviétique, son clocher, bien que fort abîmé ayant été préservé. Elle est consacrée en 2010 par l'archevêque Georges de Nijni Novgorod. Elle est inscrite au patrimoine architectural de l'oblast de Nijni Novgorod.

## Source du puits Saint-Élie
Une chapelle avec piscine est construite à l'été 2008 pour se baigner dans l'eau sainte du puits Saint-Élie, connue depuis le XVIIIe siècle. La chapelle est consacrée le 29 août 2008 par l'archevêque Georges de Nijni Novgorod.

## Galerie

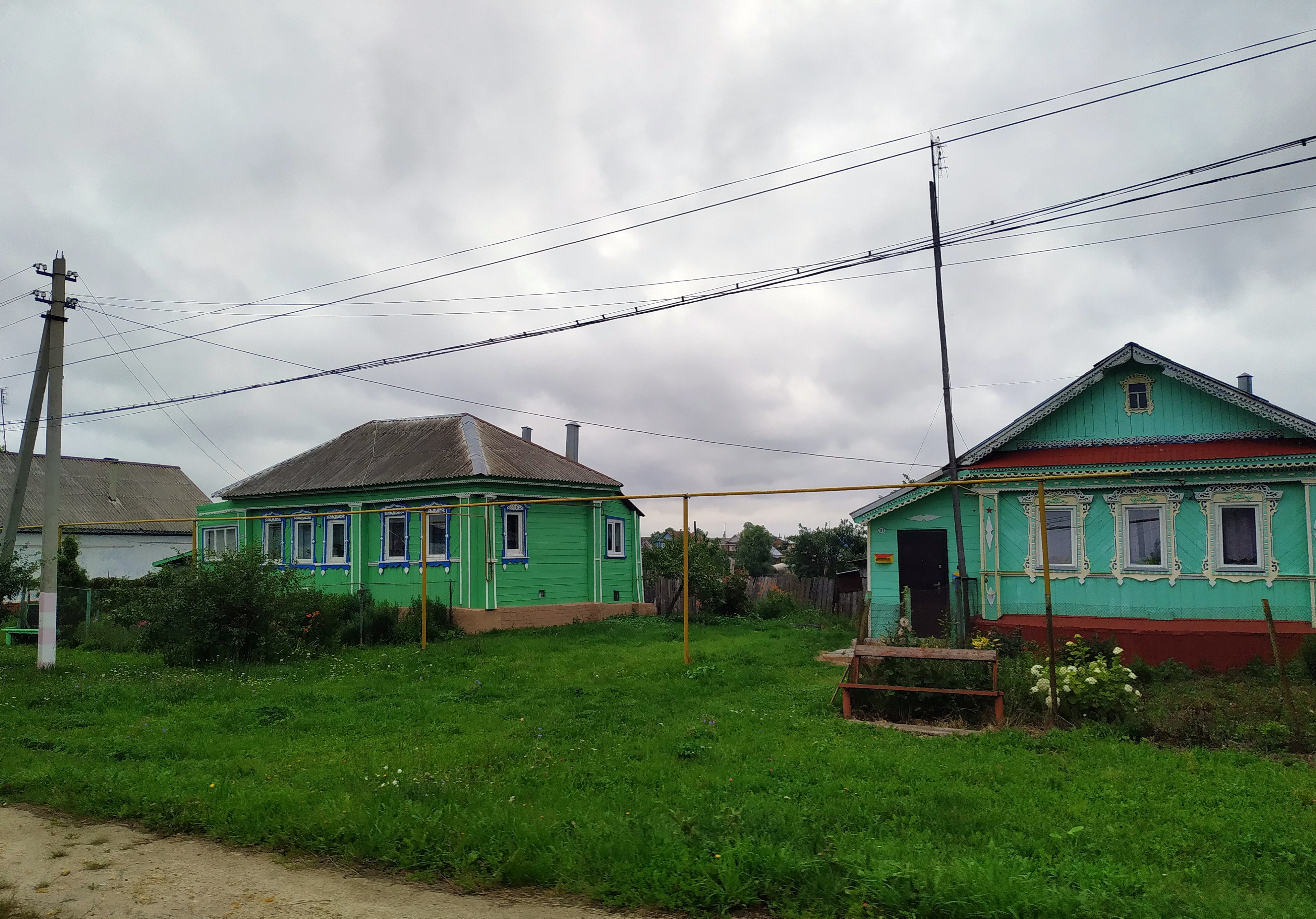
Isbas du village
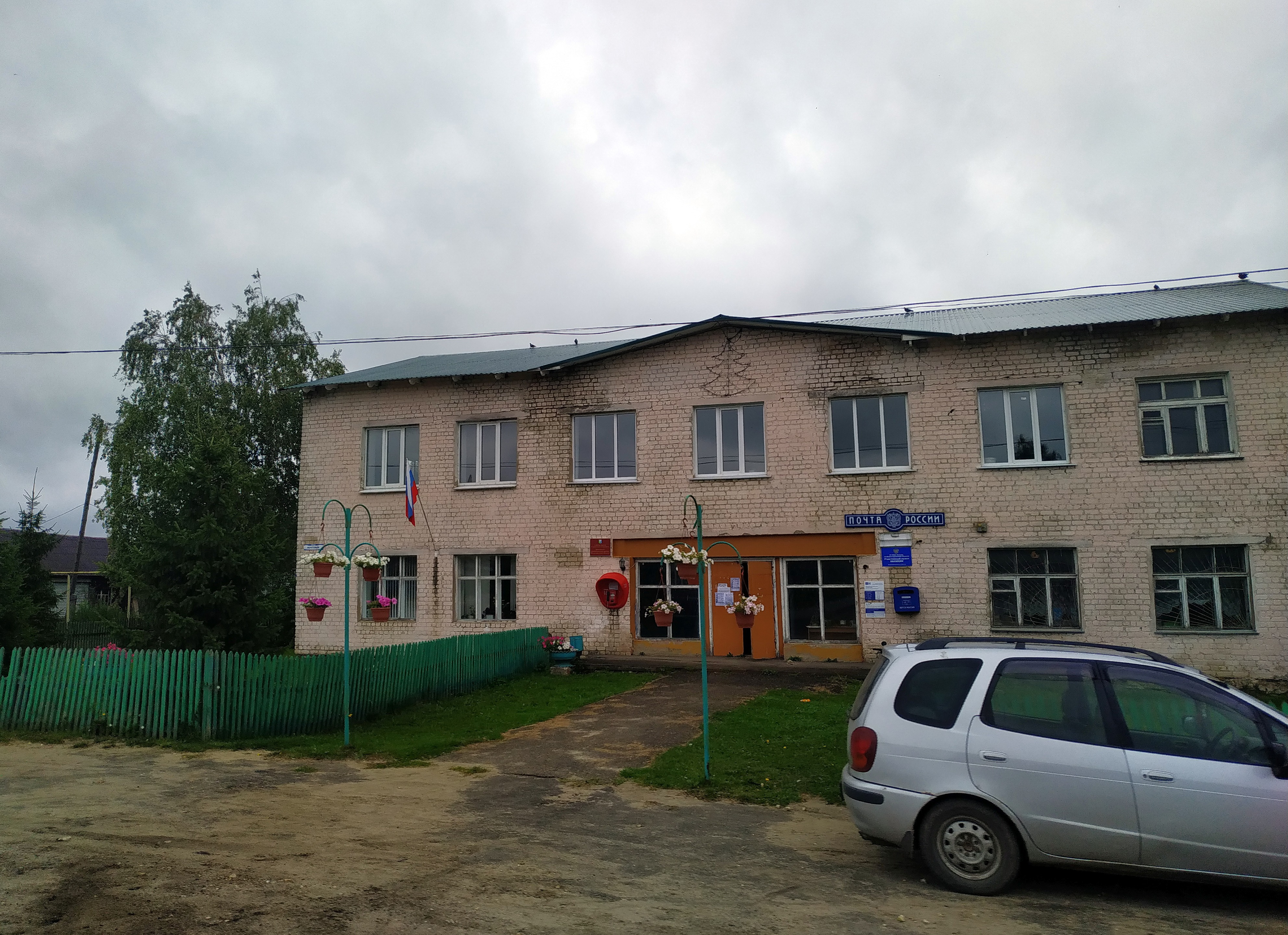
Poste du village
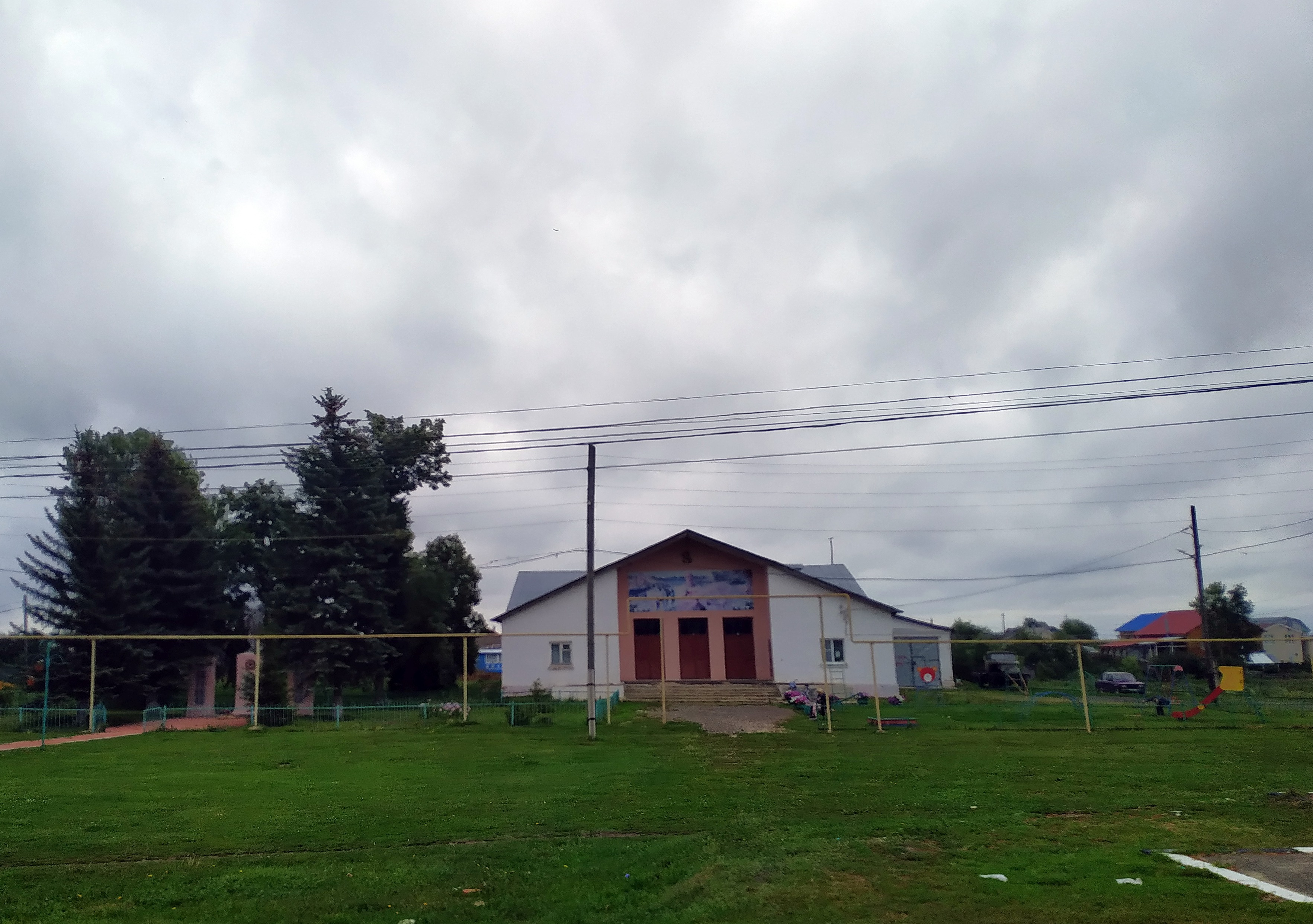
Maison de la culture